# سیارک ۳۴۵۵
سیارک ۳۴۵۵ (به انگلیسی: 3455 Kristensen، نامگذاری:1985QC) سه هزار و چهارصد و پنجاه و پنجمین سیارک کشف شده‌است که در ۲۰ اوت ۱۹۸۵ کشف شد.
قدر مطلق سیارک برابر ۱۲٫۷۰ است.